# Margaret Gibson (nuotatrice)
Margaret Percival Gibson (Sydney, 1º ottobre 1938) è un'ex nuotatrice australiana.
Specializzata nello stile libero e nella farfalla, ha partecipato ai Giochi di Melbourne 1956, gareggiando nella Staffetta 4x100m sl. Anche se la squadra australiana conquistò l'oro, per il regolamento dell'epoca, non avendo gareggiato nella finale, non poté salire sul podio e ricevere la medaglia.